# Polypedilum monostictum
Polypedilum monostictum är en tvåvingeart som beskrevs av Jean-Jacques Kieffer 1916. Polypedilum monostictum ingår i släktet Polypedilum och familjen fjädermyggor.
Artens utbredningsområde är Taiwan. Inga underarter finns listade i Catalogue of Life.